# Golmud

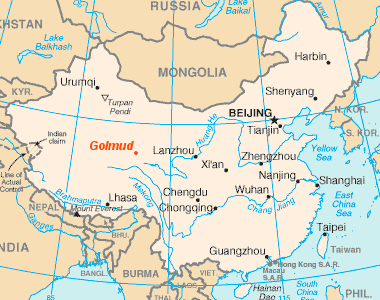
Lage der Stadt Golmud in China

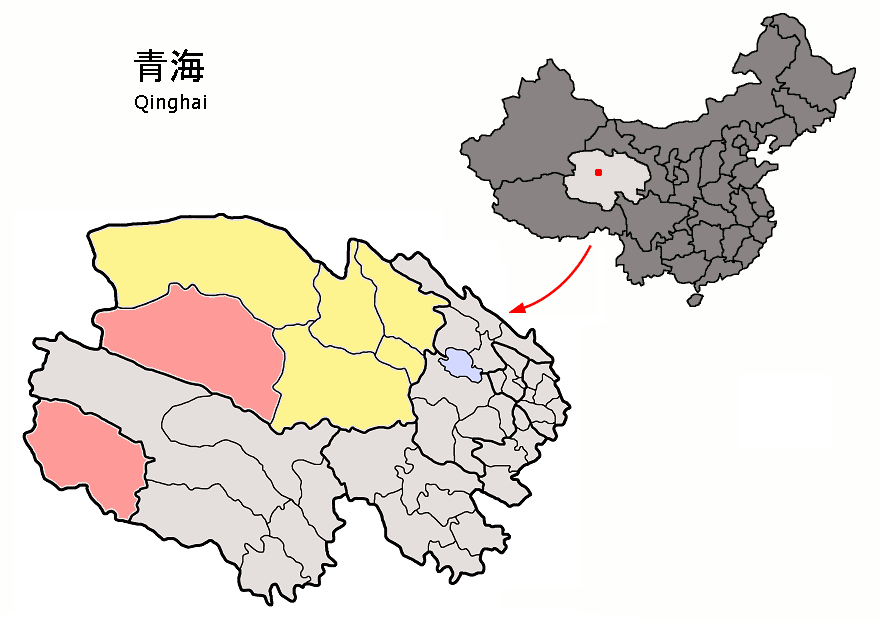
Lage des Gebiets von Golmud (rosa) in Qinghai

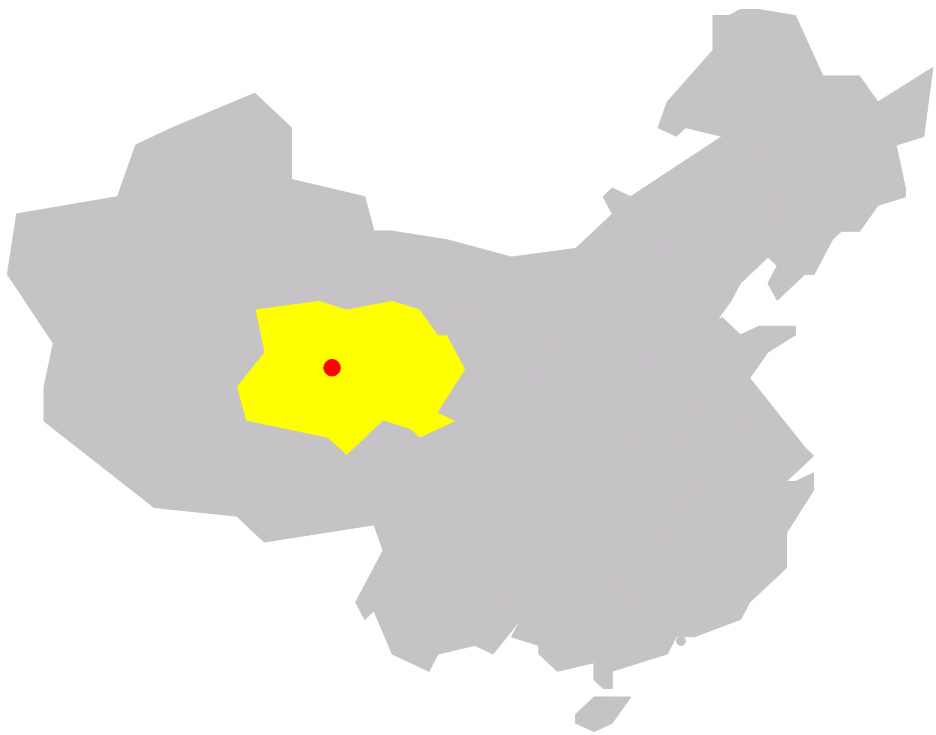
Lage des Stadtzentrums von Golmud in Qinghai

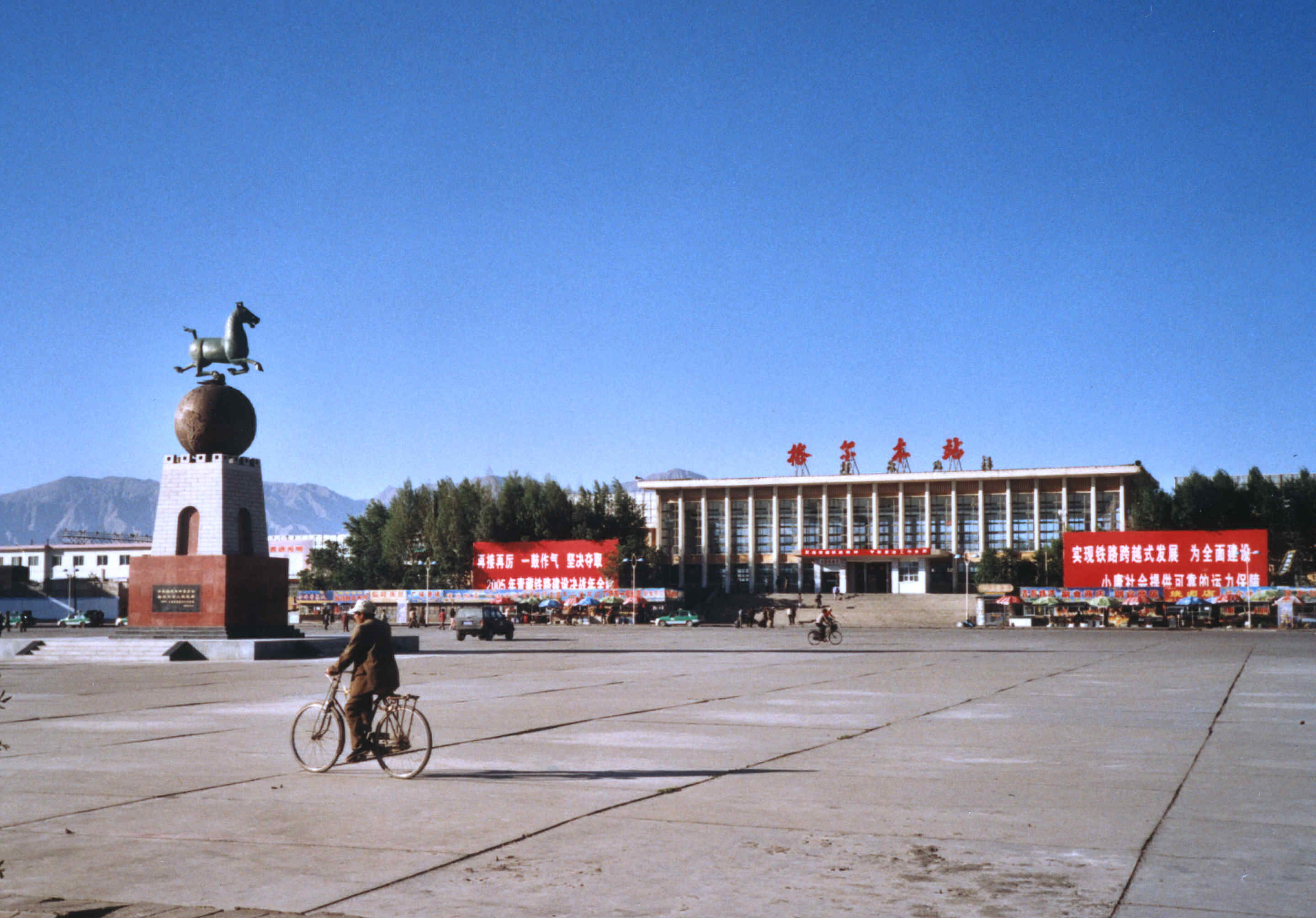
Vorplatz des Bahnhofs der Stadt Golmud

Golmud (chinesisch 格尔木市, Pinyin Gé'ěrmù shì, W.-G. Koerhmu) ist eine kreisfreie Stadt im Autonomen Bezirk Haixi der Mongolen und Tibeter in der chinesischen Provinz Qinghai.
Golmud hat eine Fläche von 118.954,18 km². Offiziell werden oft noch 123.460 km² angegeben. Die genauere Zahl (minus 4.505,82 km²) geht auf verbesserte Messungen und auf eine Korrektur der Grenze zu Tibet im Gebiet der Großgemeinde Tanggulashan zurück. Aufgrund ihrer großen Fläche wird die Stadt auch als „größte Stadt der Welt“ bezeichnet.
Auf dem Verwaltungsgebiet Golmuds (fast so groß wie Griechenland) leben nach neuesten Angaben ca. 270.000 Einwohner (Aufenthaltsbevölkerung Ende 2006). Das entspricht einer Bevölkerungsdichte von 2,27 Einwohnern/km². Allerdings sind über 90 % der Einwohner städtische Bevölkerung, d. h., sie konzentrieren sich auf die höchstens 72 km², die das urbane Zentrum ausmachen. Hier liegt die Bevölkerungsdichte also knapp unter 3.500 Einw./km², während sie für den allergrößten Teil der Fläche nur etwa 0,23 Einw./km² erreicht. Noch Ende 2003 wurde die Bevölkerung offiziell mit 107.000 angegeben (nur Einwohner mit Hauptwohnsitz), Ende 2004 mit 175.000 (vermutlich war hier bereits die Aufenthaltsbevölkerung gemeint). Auf jeden Fall ist Golmud – sicher auch aufgrund der Fertigstellung der Eisenbahnlinie nach Lhasa – in den letzten Jahren stark gewachsen. Ende 2006 waren nur noch 9,8 % der Einwohner Angehörige ethnischer Minderheiten, vor allem Tibeter, Mongolen und Hui.
Golmud liegt isoliert auf etwa 2.800 m Höhe im zentralen, südlichen Bereich des wüstenhaften Qaidam-Beckens, zwischen dem Kunlun-Shan-Gebirge und dem Qarhan-Salzsee (pinyin: Cha’erhan Yanhu). Um das Stadtzentrum herum befinden sich insgesamt 20 Salzseen verschiedener Dimensionen. Die nächsten größeren Orte sind Lhasa (1.165 km entfernt), Xining (781 km) und Dunhuang (524 km).
Golmud ist Chinas wichtigster Lieferant von Kalium- und Magnesiumsalzen (siehe auch Qinghai Salt Lake Potash Company Limited). Daneben gibt es Erdöl- und Erdgasvorkommen. Bei Golmud befinden sich auf einer Fläche von rund 100 Quadratkilometern einige der größten Solarfarmen der Welt (Huanghe Hydropower Golmud Solar Park, Three Gorges Golmud Solar Park). 
Golmud besitzt einen Flughafen und einen Bahnhof. Die Stadt liegt an der Qinghai-Tibet-Bahnlinie, eine 1.956 km lange Eisenbahnverbindung, die in Xining beginnt und in Lhasa endet. Der Golmud-Lhasa-Abschnitt von 1.142 km wurde als letztes errichtet und war der mit dem größten technischen Aufwand verbundene Teil der Strecke. Nach fünfjähriger Bauzeit nahm die Lhasa-Bahn am 1. Juli 2006 den Betrieb auf.

## Administrative Gliederung
Aufgrund der riesigen Fläche des Verwaltungsgebiets von Golmud hat die Stadtregierung drei Verwaltungskomitees unterhalb der Kreisebene (副县级行政委员会) eingerichtet, die noch über der Gemeindeebene stehen. Auf Gemeindeebene setzt sich Golmud aus fünf Straßenvierteln, zwei Großgemeinden und zwei Gemeinden zusammen.
- Verwaltungskomitee Dongchengqu (东城区行政委员会 = östliches Stadtgebiet), gegründet auf Beschluss der Provinzregierung vom 9. August 2001, der zum 1. Januar 2004 umgesetzt wurde; umfasst das östliche und südliche Stadtgebiet, Fläche: 49.220,59 km², ca. 78.000 Einwohner (Ende 2004):
  - Straßenviertel Kunlunlu (昆仑路街道), 17 km², ca. 35.000 Einwohner, Zentrum, Sitz der Stadtregierung;
  - Straßenviertel Huanghelu (黄河路街道), 29,5 km², ca. 32.000 Einwohner;
  - Großgemeinde Dangla (唐古拉山镇), 47.479,09 km² (bis heute wird die Fläche oft mit „über 57.000 km²“ angegeben), ca. 9.000 Einwohner, davon über 60 % Tibeter, knapp 2 % Mongolen; die Gemeinde liegt getrennt vom sonstigen Verwaltungsgebiet Haixis direkt an der Nordgrenze Tibets;
  - Gemeinde Dagur (大格勒乡), 1.695 km², ca. 2.000 Einwohner, ganz überwiegend Han;
- Verwaltungskomitee Xichengqu (西城区行政委员会 = westliches Stadtgebiet), gegründet auf Beschluss der Provinzregierung vom 9. August 2001, der zum 1. Mai 2002 umgesetzt wurde; umfasst das westliche und nördliche Stadtgebiet, Fläche: 60.741,09 km², ca. 87.000 Einwohner (Ende 2004):
  - Straßenviertel Jinfenglu (金峰路街道), 8,5 km², ca. 13.000 Einwohner;
  - Straßenviertel Hexi (河西街道), 8,5 km², ca. 22.000 Einwohner;
  - Straßenviertel Xizanglu (西藏路街道), 8,5 km², ca. 44.000 Einwohner;
  - Großgemeinde Golmud (郭勒木德镇), 26.198,47 km², ca. 6.000 Einwohner, überwiegend Han, über 6 % Mongolen;
  - Gemeinde Urtmorin (乌图美仁乡), 34.517,12 km², ca. 2.000 Einwohner, überwiegend Han, ca. 16 % Mongolen, über 8 % Hui;
- Verwaltungskomitee Qairhan (察尔汗行政委员会), gegründet auf Beschluss der Provinzregierung vom 9. August 2001, der zum 1. Mai 2002 umgesetzt wurde; umfasst das Gebiet der Salzseen im äußersten Norden des Stadtgebiets, Fläche: 8.992,5 km², ca. 10.000 Einwohner (Ende 2004):
  - Qairhan hat keine Untergliederungen auf Gemeindeebene.

## Ethnische Gliederung der Bevölkerung Golmuds (2000)
Beim Zensus im Jahr 2000 wurden in Golmud 135.897 Einwohner gezählt.
| Name des Volkes | Einwohner | Anteil  |
| --------------- | --------- | ------- |
| Han             | 96.699    | 71,16 % |
| Hui             | 25.805    | 18,99 % |
| Tibeter         | 5.456     | 4,01 %  |
| Mongolen        | 2.856     | 2,1 %   |
| Salar           | 1.608     | 1,18 %  |
| Tu              | 1.601     | 1,18 %  |
| Dongxiang       | 821       | 0,6 %   |
| Kasachen        | 378       | 0,28 %  |
| Manju           | 227       | 0,17 %  |
| Sonstige        | 445       | 0,33 %  |

## Städtepartnerschaften
|  | Kirjat Malʾachi (Israel), seit 25. Juni 1997 |